# Chlidichthys

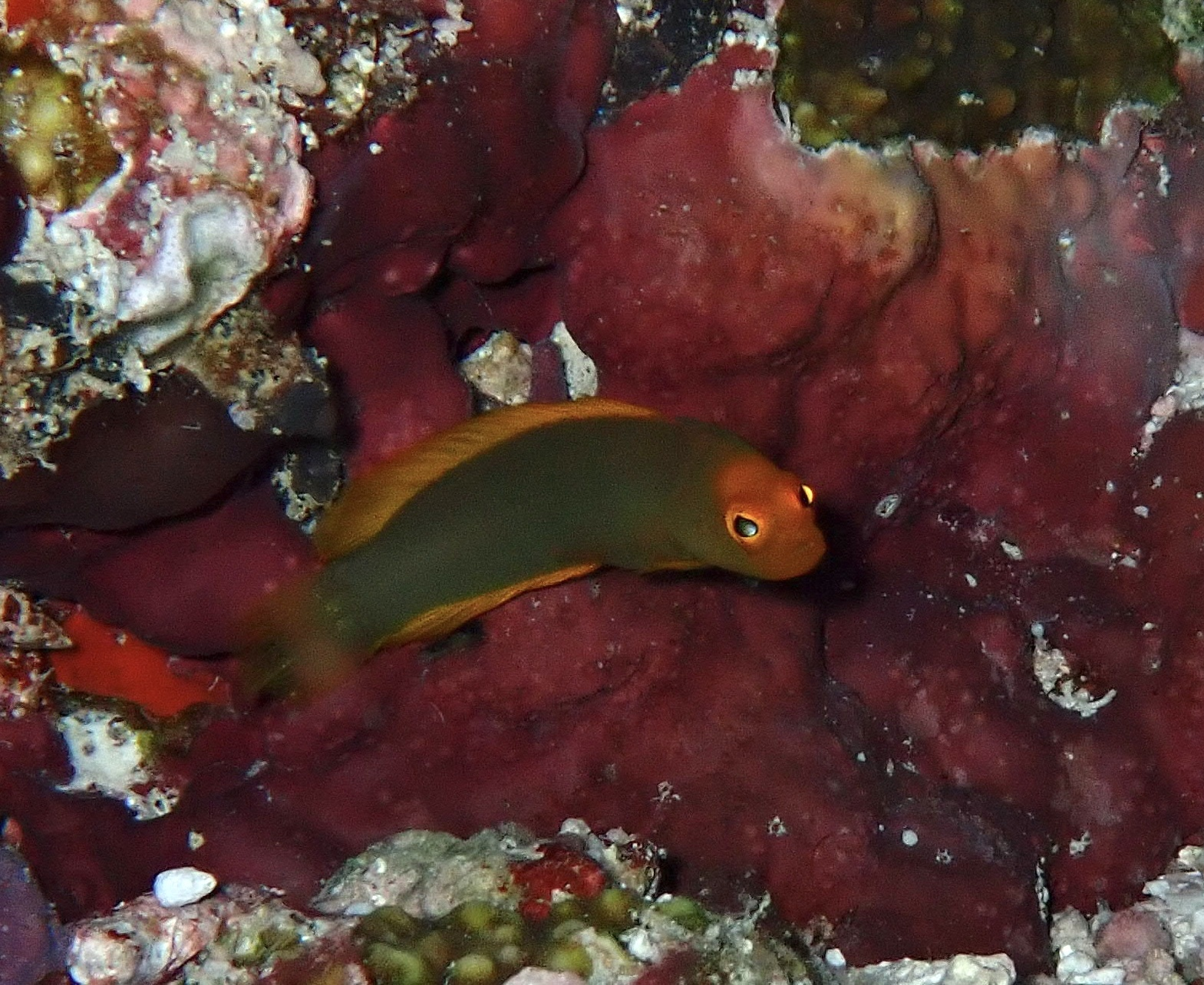
Underart inornatus

Chlidichthys är ett släkte av fiskar. Chlidichthys ingår i familjen Pseudochromidae.
Kladogram enligt Catalogue of Life:
| Chlidichthys | \| \| Chlidichthys abruptus \| \| \| \| \| \| Chlidichthys auratus \| \| \| \| \| \| Chlidichthys bibulus \| \| \| \| \| \| Chlidichthys cacatuoides \| \| \| \| \| \| Chlidichthys chagosensis \| \| \| \| \| \| Chlidichthys clibanarius \| \| \| \| \| \| Chlidichthys foudioides \| \| \| \| \| \| Chlidichthys inornatus \| \| \| \| \| \| Chlidichthys johnvoelckeri \| \| \| \| \| \| Chlidichthys pembae \| \| \| \| \| \| Chlidichthys randalli \| \| \| \| \| \| Chlidichthys rubiceps \| \| \| \| \| \| Chlidichthys smithae \| \| \| \| |
|              | \| \| Chlidichthys abruptus \| \| \| \| \| \| Chlidichthys auratus \| \| \| \| \| \| Chlidichthys bibulus \| \| \| \| \| \| Chlidichthys cacatuoides \| \| \| \| \| \| Chlidichthys chagosensis \| \| \| \| \| \| Chlidichthys clibanarius \| \| \| \| \| \| Chlidichthys foudioides \| \| \| \| \| \| Chlidichthys inornatus \| \| \| \| \| \| Chlidichthys johnvoelckeri \| \| \| \| \| \| Chlidichthys pembae \| \| \| \| \| \| Chlidichthys randalli \| \| \| \| \| \| Chlidichthys rubiceps \| \| \| \| \| \| Chlidichthys smithae \| \| \| \| |
|              | Amsichthys |
|              | |
|              | Anisochromis |
|              | |
|              | Assiculoides |
|              | |
|              | Assiculus |
|              | |
|              | Blennodesmus |
|              | |
|              | Congrogadus |
|              | |
|              | Cypho |
|              | |
|              | Halidesmus |
|              | |
|              | Halimuraena |
|              | |
|              | Halimuraenoides |
|              | |
|              | Haliophis |
|              | |
|              | Labracinus |
|              | |
|              | Lubbockichthys |
|              | |
|              | Manonichthys |
|              | |
|              | Natalichthys |
|              | |
|              | Ogilbyina |
|              | |
|              | Oxycercichthys |
|              | |
|              | Pectinochromis |
|              | |
|              | Pholidochromis |
|              | |
|              | Pictichromis |
|              | |
|              | Pseudochromis |
|              | |
|              | Pseudoplesiops |
|              | |
|              | Rusichthys |
|              | |
|              | Chlidichthys abruptus |
|              | |
|              | Chlidichthys auratus |
|              | |
|              | Chlidichthys bibulus |
|              | |
|              | Chlidichthys cacatuoides |
|              | |
|              | Chlidichthys chagosensis |
|              | |
|              | Chlidichthys clibanarius |
|              | |
|              | Chlidichthys foudioides |
|              | |
|              | Chlidichthys inornatus |
|              | |
|              | Chlidichthys johnvoelckeri |
|              | |
|              | Chlidichthys pembae |
|              | |
|              | Chlidichthys randalli |
|              | |
|              | Chlidichthys rubiceps |
|              | |
|              | Chlidichthys smithae |
|              | |

|  | Chlidichthys abruptus      |
|  |                            |
|  | Chlidichthys auratus       |
|  |                            |
|  | Chlidichthys bibulus       |
|  |                            |
|  | Chlidichthys cacatuoides   |
|  |                            |
|  | Chlidichthys chagosensis   |
|  |                            |
|  | Chlidichthys clibanarius   |
|  |                            |
|  | Chlidichthys foudioides    |
|  |                            |
|  | Chlidichthys inornatus     |
|  |                            |
|  | Chlidichthys johnvoelckeri |
|  |                            |
|  | Chlidichthys pembae        |
|  |                            |
|  | Chlidichthys randalli      |
|  |                            |
|  | Chlidichthys rubiceps      |
|  |                            |
|  | Chlidichthys smithae       |
|  |                            |